# Artilleria de Catalunya
L'Artilleria de Catalunya fou una unitat militar de l'Exèrcit Regular de Catalunya durant la Guerra de Successió.
L'artilleria es va organitzar en juliol de 1713 com a unitat regimental sota el comandament del general valencià Joan Baptista Basset, que també comandà els enginyers.
La unitat disposava de 123 canons de bronze de 24 lliures, 64 de ferro de 24 lliures, 23 morters, 10 pedrers de bronze i 28 pedrers de ferro, desplegats en cinc companyies de seixanta artillers cadascuna, comandats per 6 capitans, 5 tinents, 11 conestables i 3 bombarders, bàsicament desplegats a Barcelona, els artillers disposaven d'un important parc d'artilleria amb peces de bronze de bona qualitat fabricada a la foneria del peu de les Rambles, mentre que moltes de les peces de ferro s'havien fabricat a la foneria de les Drassanes Reials de Barcelona. Les companyies d'artilleria estaven nodrides, en bona part, per artillers i bombarders mallorquins, d'una altíssima reputació, guanyada en els enfrontaments contra els otomans, i que empraven projectils de metralla. Va defensar la ciutat durant el Setge de Barcelona.